# پدرو مورنس
پدرو مورنس (انگلیسی: Pedro Morenés؛ زادهٔ ۱۷ سپتامبر ۱۹۴۸) یک سیاست‌مدار اهل اسپانیا است.